# 33928 Aswinsekhar
33928 Aswinsekhar è un asteroide della fascia principale. Scoperto nel 2000, presenta un'orbita caratterizzata da un semiasse maggiore pari a 2,598938 UA e da un'eccentricità di 0,212103, inclinata di 11,989932° rispetto all'eclittica. Ha un diametro di 4,510 km.